# Andrea Stramaccioni
Andrea Stramaccioni, född 9 januari 1976 i Rom i Italien, är en italiensk fotbollstränare som tränar det Iranska fotbollslaget Esteghlal.